# The New York Hat
The New York Hat és una pel·lícula muda dirigida per D. W. Griffith i protagonitzada per Lionel Barrymore i Mary Pickford en la seva darrera pel·lícula abans d'abandonar la Biograph. Basada en un guió d'Anita Loos i Frances Marion, es va estrenar el 5 de desembre de 1912.

## Argument
En morir, la senyora Harding deixa una carta per al seu capellà, el reverend Bolton, en la qual li explica que la seva filla Mollie sempre ha viscut sense massa res ja que el seu marit no li ho ha consentit. Li demana que els diners inclosos en la carta els faci servir anònimament per comprar algun caprici a la noia. La pobra noia frisa per tenir un barret nou doncs el que té és tan vell que li fa vergonya posar-se’l. Un dia que a la botiga arriba un barret directament de Nova York és la gran sensació entre les noies del poble ja que els 10 dòlars que costa el fan inassequible. El reverend Bolton veu com Mollie es mira el barret a l'aparador i decideix que és el moment de gastar aquells diners per lo que li fa arribar el barret. La noia se’l posa per anar a missa i allà causa l'escàndol de la societat i un conjunt de comares fan córrer el rumor que la noia ha estat seduïda pel reverend. El pare, en ser informat, va a casa i destrossa el barret. La noia corre a casa el reverend per demanar explicacions i allà també i van les comares i el pare de Mollie. El reverend mostra la carta de la senyora Harding acallant tots els rumors i després demana casar-se amb Mollie cosa que ella accepta.

## Repartiment
- Mary Pickford (Miss Mollie Harding, la noia)
- Charles Hill Mailes (Mr. Harding, el seu pare)
- Kate Bruce (Mrs. Harding, la mare)
- Lionel Barrymore (reverend Bolton)
- Alfred Paget (el metge)
- Claire McDowell (primera comare)
- Mae Marsh (segona comare)
- Clara T. Bracy (tercera comare)
- Madge Kirby (botiguera/ al llit de mort de la mare)
- Lillian Gish (clienta de la botiga/fora l'església)
- Jack Pickford (a fora l'església)
- Robert Harron (a fora l'església)
- Adolph Lestina (membre comissió parroquial)
- Gertrude Bambrick (a la botiga/(a fora l'església)
- Kathleen Butler (botiguera)
- John T. Dillon (membre comissió parroquial)
- James Kirkwood, Sr. (rol no determinat)
- Walter P. Lewis (membre comissió parroquial)
- Marguerite Marsh (botiguera)
- W. C. Robinson as In Shop
- Dorothy Gish
- Mack Sennett